# Gonda János
Gonda János (Budapest, 1932. január 11. – 2021. március 10.) Széchenyi- és Liszt Ferenc-díjas magyar zongoraművész, zeneszerző, zenetörténész, jazzmuzsikus, főiskolai tanár.

## Élete
Gonda László (1897–1977) szállítmányozó és Lichtmann Erzsébet (1905–1975), a Lichtmann cipőgyár egyik tulajdonosának gyermekeként született. Szülei 1936-ban elváltak. Édesapja a háborút követően Svédországban dolgozott kereskedelmi attaséként, majd a kommunista hatalomátvétel után Ausztráliába emigrált.
1952–1958 között a Liszt Ferenc Zeneművészeti Főiskola hallgatója volt zenetudomány szakon Szabolcsi Bence és Bartha Dénes tanítványaként. Közben 1956-1961 között elvégezte a zongora művész-tanárképző tanszakot is, ezen Solymos Péter és Horusitzky Zoltán voltak a tanárai.
1961–1964 között a Magyar Hanglemezgyártó Vállalat zenei rendezője volt. 1962-ben megalapította a Qualiton együttest, mellyel elkészítette a Modern Jazz lemezsorozat első albumát (1963). További önálló lemeze a Szextettel (1972) készült: Sámánének 1975), Vonzások és választások című szólózongora album (1980), Keyboard Music (1985), Képek – Emlékek (1999). 1965-ben és 1972-ben Ausztráliában vendégszerepelt. Koncertezett, előadásokat és kurzusokat tartott majd mindenütt Európában. 
Zeneszerzőként elsősorban jazzdarabokat komponált, de emellett számos filmzenét, pantomim- és balettzenéket, valamint szimfonikus jazzműveket is írt. 1965-ben megszervezte, és 1998-ig vezette a Bartók Béla Zeneművészeti Szakközépiskola jazz tanszakát. A műfaj ekkor kapott első ízben helyet az állami zeneoktatásban. 1990-ben a tanszak a Liszt Ferenc Zeneművészeti Egyetem tanszékévé alakult át. 
1972–1984 között a Nemzetközi Jazz Föderáció alelnöke volt, 1984-től az oktatási ügyeket intézte. Létrehozta, majd vezette az 1990-től 2000-ig működő tatabányai Nemzetközi Kreatív Zenepedagógiai Intézetet. 1990–1991 között a Magyar Jazz Szövetség elnöke, 1991 óta örökös tiszteletbeli elnöke volt. 1994–1998 között a Zenetanárok Társaságának elnöke volt. 
Nyugdíjba vonulását követően, alkalomszerűen adott hangversenyeket szólóban vagy trióban, Berkes Balázs és Kőszegi Imre közreműködésével, komponált, tanulmányokat és szakcikkeket írt, valamint az egyetem doktori iskoláján tartott kurzusokat.

## A Gonda Sextett tagjai
- Gonda János – zongora
- Balázs Gábor – basszusgitár
- Berki Tamás – ének, gitár, dob
- Kántor Péter – szaxofon
- Dely István – ütőhangszerek
- Kovács Gyula – dob

## Albumai
- Modern jazz I (1963)
- Modern jazz IV-V. – Anthology 64 (1964)
- Modern jazz VI. – Anthology 67 (1967)
- Modern jazz VII. – Anthology 68 (1968)
- Modern jazz VIII. – Anthology 69 (1969)
- Sámánének (1975)
- Vonzások és választások (1980)
- Solo Piano (1980)
- Keyboard Music (1985)
- Képek, emlékek (1999)

## Filmzenéi
- Nappali sötétség (1963) (r. Fábri Zoltán)
- Sodrásban (1963) (r. Gaál István, Sára Sándor
- Kedd (1963) (r. Novák Márk)
- Karambol (1964) (r. Máriássy Félix)
- Szentjános fejevétele (1966) (r. Novák Márk)
- Apa – Egy hit naplója (1966) (r. Szabó István)
- A múmia közbeszól (1967) (r. Oláh Gábor)
- Szerelmesfilm (1970) (r. Szabó István)
- Mérsékelt égöv (1970) (r. Kézdi-Kovács Zsolt)
- Horizont (1971) (r. Gábor Pál)
- Aszfalt mese (1971) (r. Török Ilona)
- A gyilkos a házban van (1971) (r. Bán Róbert)
- Utazás Jakabbal (1972) (r. Gábor Pál)
- Holnap lesz fácán (1974) (r. Sára Sándor)
- Déryné, hol van? (1975) (r. Maár Gyula)
- Gilgames (1975) (r. Rajnai András)

## Könyvei
- Jazz. Történet, elmélet, gyakorlat; Zeneműkiadó, Budapest, 1965
- Langston Hughes: Jazz; ford., kieg. Gonda János, versford. Tótfalusi István; Zeneműkiadó, Budapest, 1973
- Jazz. Történet, elmélet, gyakorlat; átdolgozott, bővített kiadás; Zeneműkiadó, Budapest, 1979
- Mi a jazz?; Zeneműkiadó, Budapest, 1982
- A populáris zene antológiája. Tanári segédkönyv az iskolai ének és a zeneiskolai oktatáshoz; Fővárosi Pedagógiai Intézet, Budapest, 1992
- A rögtönzés világa I-III.; Editio Musica Budapest, Budapest, 1996–1997, 2003–2005
- Jazz-zene; alkotószerk. Gonda János; Romi-Suli, Mogyoród, 2000 (Az alapfokú művészetoktatás követelményei és tantervi programja)
- Jazzvilág; Rózsavölgyi, Budapest, 2004

## Díjai, elismerései
- Erkel Ferenc-díj (1974)
- Pro Arte-díj (1987)
- Szabó Gábor-díj (1992)
- Weiner Leó zenepedagógiai díj (1995)
- Budapestért díj (2001)
- Magyar Alkotóművészek Országos Egyesületének életműdíja (2002)
- A Magyar Köztársasági Érdemrend középkeresztje (2002)
- Pernye András-díj (2011)
- Széchenyi-díj (2012)

## Fordítás
- Ez a szócikk részben vagy egészben  a   János Gonda című angol Wikipédia-szócikk fordításán alapul.  Az eredeti cikk szerkesztőit annak laptörténete sorolja fel. Ez a jelzés csupán a megfogalmazás eredetét és a szerzői jogokat jelzi, nem szolgál a cikkben szereplő információk forrásmegjelöléseként.

## Külső hivatkozások
- Gonda János a PORT.hu-n (magyarul)
- Gonda János az Internet Movie Database oldalon (angolul)
- http://info.bmc.hu/site/muvesz/found_page.php?table=ZENESZ&id=778